# Lomellini (famiglia)

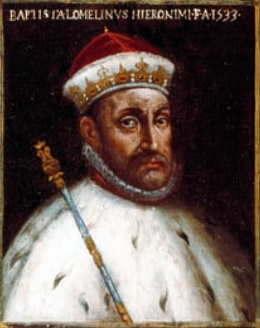
Ritratto del doge Battista Lomellini

Stemma nobiliare dei Lomellini

I Lomellini (o Lomellino) furono una delle principali famiglie aristocratiche genovesi. Guadagnarono grandi ricchezze grazie all'attività commerciale e marinara ed in particolare grazie alla pesca del corallo nell'isola di Tabarca.

## Storia
Capostipite della famiglia fu un certo Vassallo di Lumello (o Lumelio), forse di origine lombarda o tedesca, che nel 1197 (o nel 1137 o nel 1192 secondo altre fonti) fu console di Genova.
I figli di Vassallo mutarono il cognome da Lumello a Lomellini e ben presto la famiglia acquisì importanza sia sul piano politico che su quello economico e nel XIV secolo il banco dei Lomellini gestiva affari con le maggiori città europee.
Nel 1543 Francesco Lomellini e Francesco Grimaldi ottennero dal re di Spagna la concessione per la pesca del corallo nell'isola di Tabarca, di fronte alla costa tunisina. L'isola venne colonizzata in particolare da abitanti del quartiere genovese di Pegli, dove i Lomellini avevano diverse proprietà. In seguito i Grimaldi si ritirarono dalla società e i Lomellini mantennero l'esclusiva dello sfruttamento, che conservarono fino al XVIII secolo e che fruttò loro grandi ricchezze. Oltre alla pesca del corallo erano acquistate e rivendute a Genova merci provenienti dall'Africa mediterranea quali cereali, olio, miele, cera, lana, cuoio e legumi.

Nel 1741 l'isola divenne possesso del bey di Tunisi e i suoi abitanti si trasferirono in Spagna, nell'isola di Nuova Tabarca, e in Sardegna, fondando l'abitato di Carloforte e il paese di Calasetta nell'isola di Sant'Antioco, che ancora oggi rappresentano un'isola linguistica dove si parla una variante del dialetto genovese chiamato tabarchino.
Alla famiglia Lomellini è dedicata, probabilmente già dal XVII secolo, l'omonima via nel centro storico di Genova che collega Via Bensa e Piazza Fossatello. A loro si deve anche l'ingrandimento alla fine del XVI secolo della Basilica della Santissima Annunziata del Vastato a Genova Prè.

## L'albergo Lomellini
Nel 1528, in seguito alla riforma voluta da Andrea Doria, formarono uno dei 28 alberghi. Ad esso si aggregarono le famiglie Albizia, Allegro, Bonvassalli, Bianchi, Campanari, Campi, de Candia, Chiavari, Costaguta, alcuni rami della famiglia Correggia o Corregio, Fazio, Ferdinandi, Garibaldo, Montenegro, Narice, Nepitelli, da Passano e Delfino da Passano (rami della famiglia dei signori da Passano), Pedralbes, Porro, Romero, Scrigna, Sorba, Sesterii, Tolot, Veneroso.
Nel 1530 si unirono all'albergo anche i Solari di Zoagli e nel 1562 le famiglie Assereto, Castagna e Corso.

## Arma
L'arma della famiglia era "spaccato di porpora e d'oro".

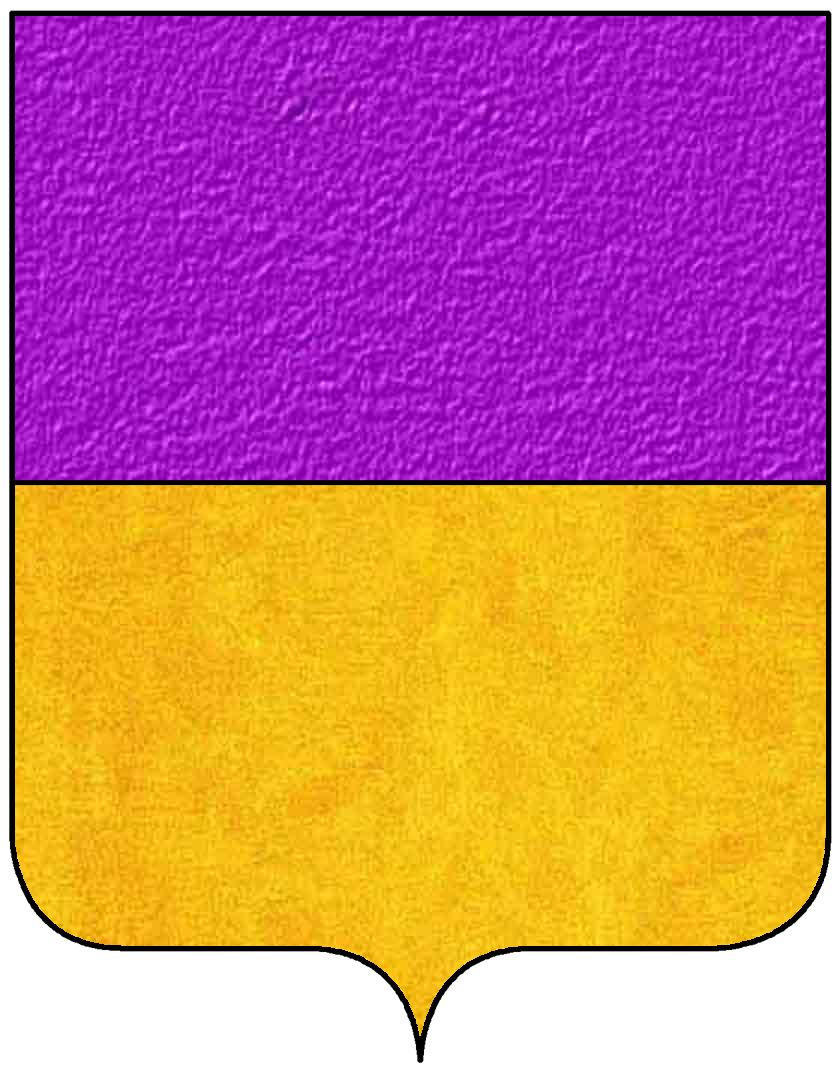
Stemma della famiglia Lomellini (porpora blu-viola)
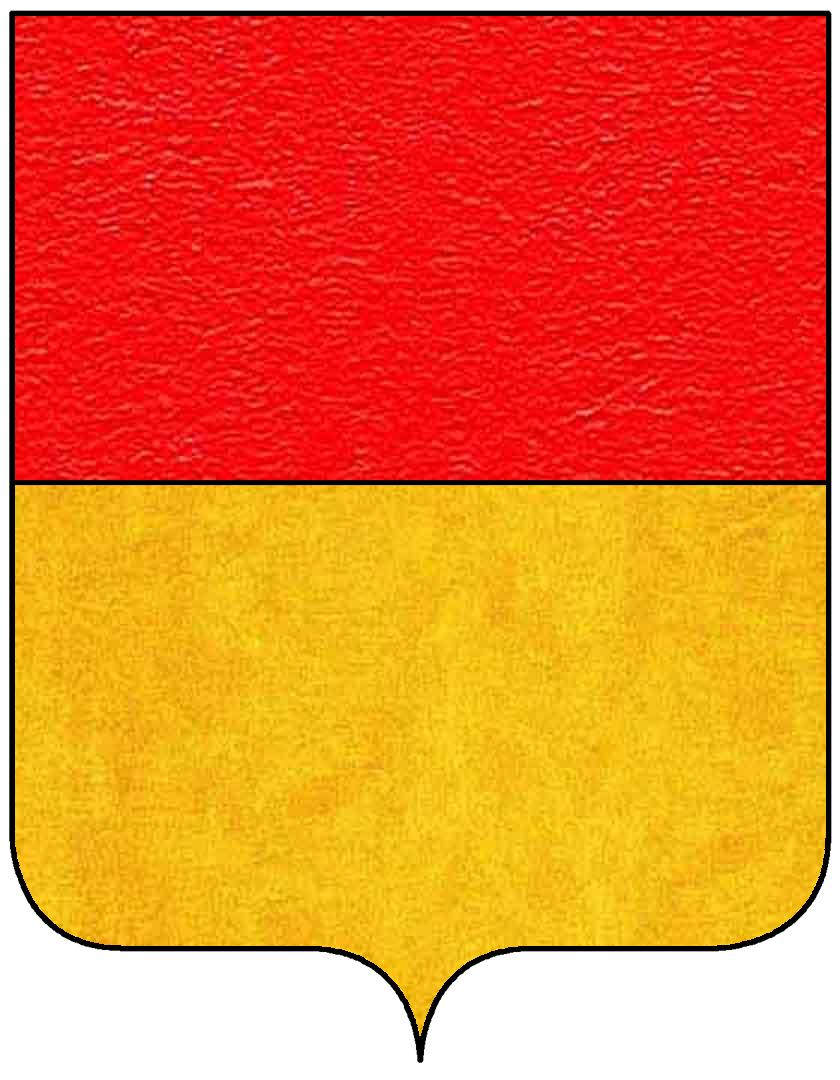
Stemma della famiglia Lomellini (porpora rossa)

## Personaggi illustri
Alla famiglia Lomellini appartennero ben sette dogi: 
- Battista Lomellini (terzo doge biennale, in carica tra il 1533 e il 1535);
- Giannotto Lomellini (1571-1573);
- Giacomo Lomellini (1625-1627);
- Giovanni Battista Lomellini (1646-1647);
- Stefano Lomellini (in carica per pochi mesi nel 1752);
- Agostino Lomellini (1760-1762);
- Giuseppe Lomellini (1777-1779).

Leonello Lomellini fu uno dei membri principali della maona incaricata nel 1378 dalla Repubblica di Genova del governo della Corsica e fondò la fortezza di Bastia per difendere la zona dagli attacchi di Arrigo della Rocca.
Battista Lomellini, fratello di Leonello, oltre a ricoprire diversi incarichi pubblici era uno dei banchieri più importanti della città e faceva affari con le piazze inglesi e fiamminghe.
Angelo Giovanni Lomellini (Genova fine XIV secolo - Marsiglia 1457), podestà di Pera (o Galata) durante l'assedio di Costantinopoli (iniziato il 6 aprile 1453). A causa del mancato arrivo del suo successore Franco Giustiniani rimase in carica anche oltre i tredici mesi del suo mandato, così gli toccò fronteggiare l'assedio da parte dei musulmani guidati da Maometto II.
Tra i religiosi si ricordano il cardinale Benedetto Lomellini, il cardinale Giovanni Girolamo Lomellini e monsignor Goffredo Lomellini, ambasciatore genovese a Roma tra il 1559 e il 1599.
La suora Viscontina Lomellini fu tra le fondatrici, insieme a Maria Vittoria De Fornari Strata, dell'ordine religioso delle Annunziate turchine; Sofia Lomellini è ricordata per aver perso la vita assistendo i malati di peste durante l'epidemia scoppiata a Genova nel 1657 e nella sua città le è stata dedicata una via vicino a Piazza De Ferrari.
Il Marchese Luigi Lomellini Tolot fu un patriota che si distinse durante il Risorgimento. Marito della Marchesa Nobildonna Giuseppina Tolot, la quale grazie all’ingente lascito della maggior parte della sua eredità paterna, del 1881, fu fondato l’Asilo infantile Tolot, tuttora esistente, destinato ai bambini bisognosi e organizzato con criteri moderni, anche sotto l’aspetto architettonico. A memoria dell’importante donazione, a Palazzo Tursi, in via Garibaldi, sede del Municipio genovese, a Giuseppina Tolot (o Tollot) fu intitolata una sala, ove si conserva un suo ritratto bronzeo, opera di Giovanni Scanzi.

## Lomellino nello Stato Pontificio
Nello Stato Pontificio, nell'anno 1647, risultava una famiglia ricca Lomellino di Viterbo, in cui erano riunite altre due ragguardevoli famiglie Aragona e Zazzara (o Zazzera). Il capo della famiglia era Alfonso Lomellino, uomo di merito, con diversi figli.

## Le residenze genovesi

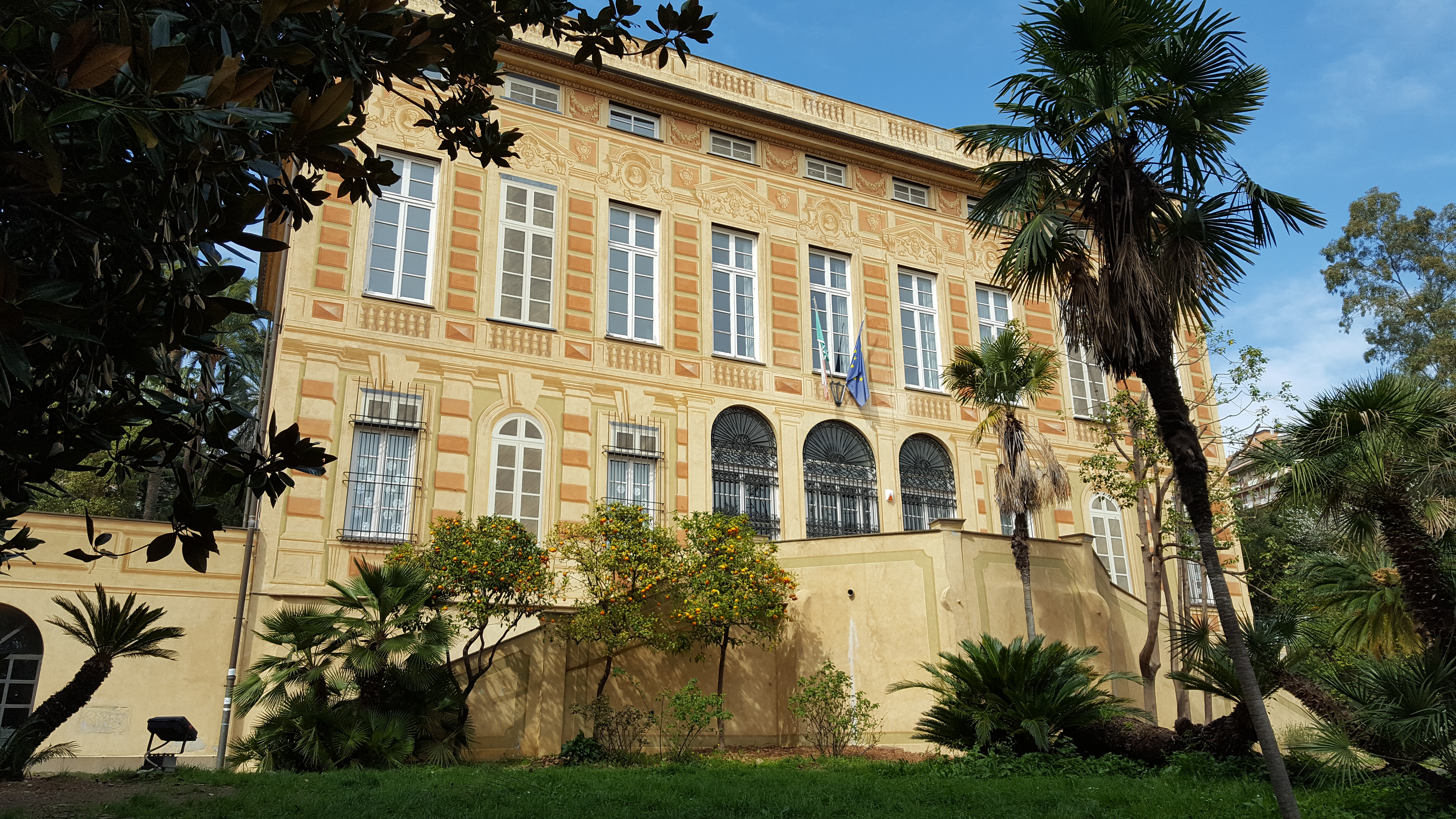
Il prospetto principale di Villa Rosa a Pegli

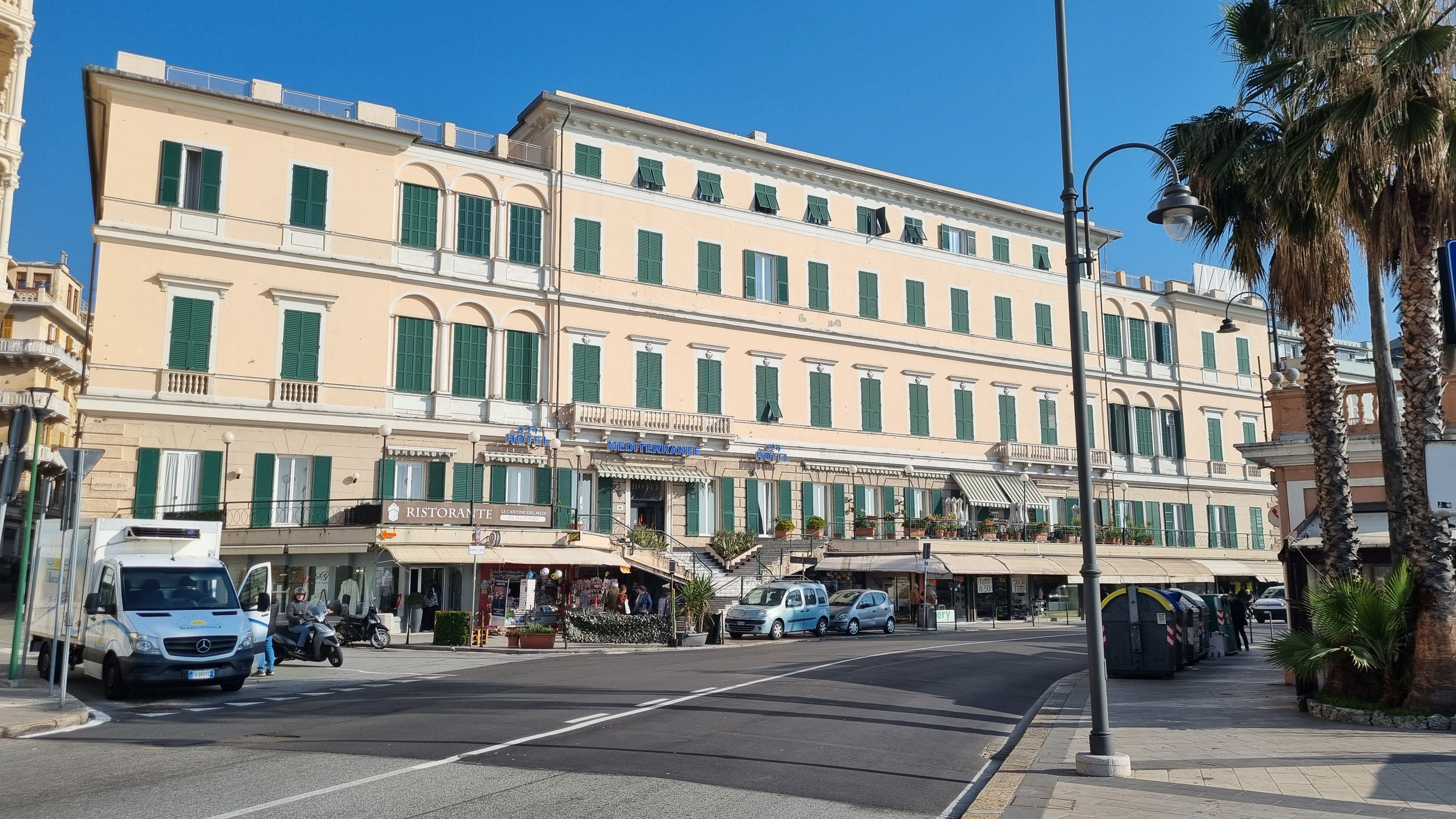
La facciata principale del Grand Hotel Mediterranèe a Pegli

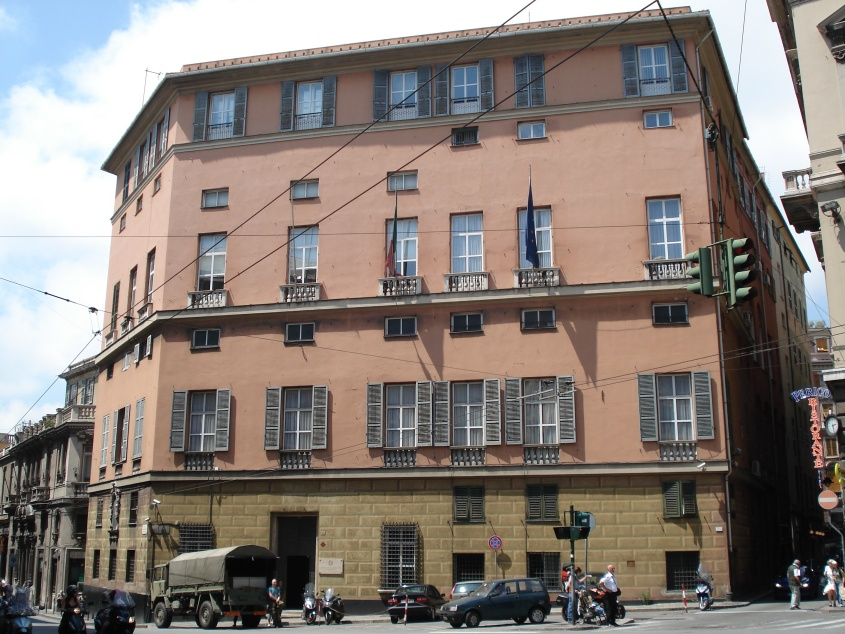
Palazzo Giacomo Lomellini in largo Zecca

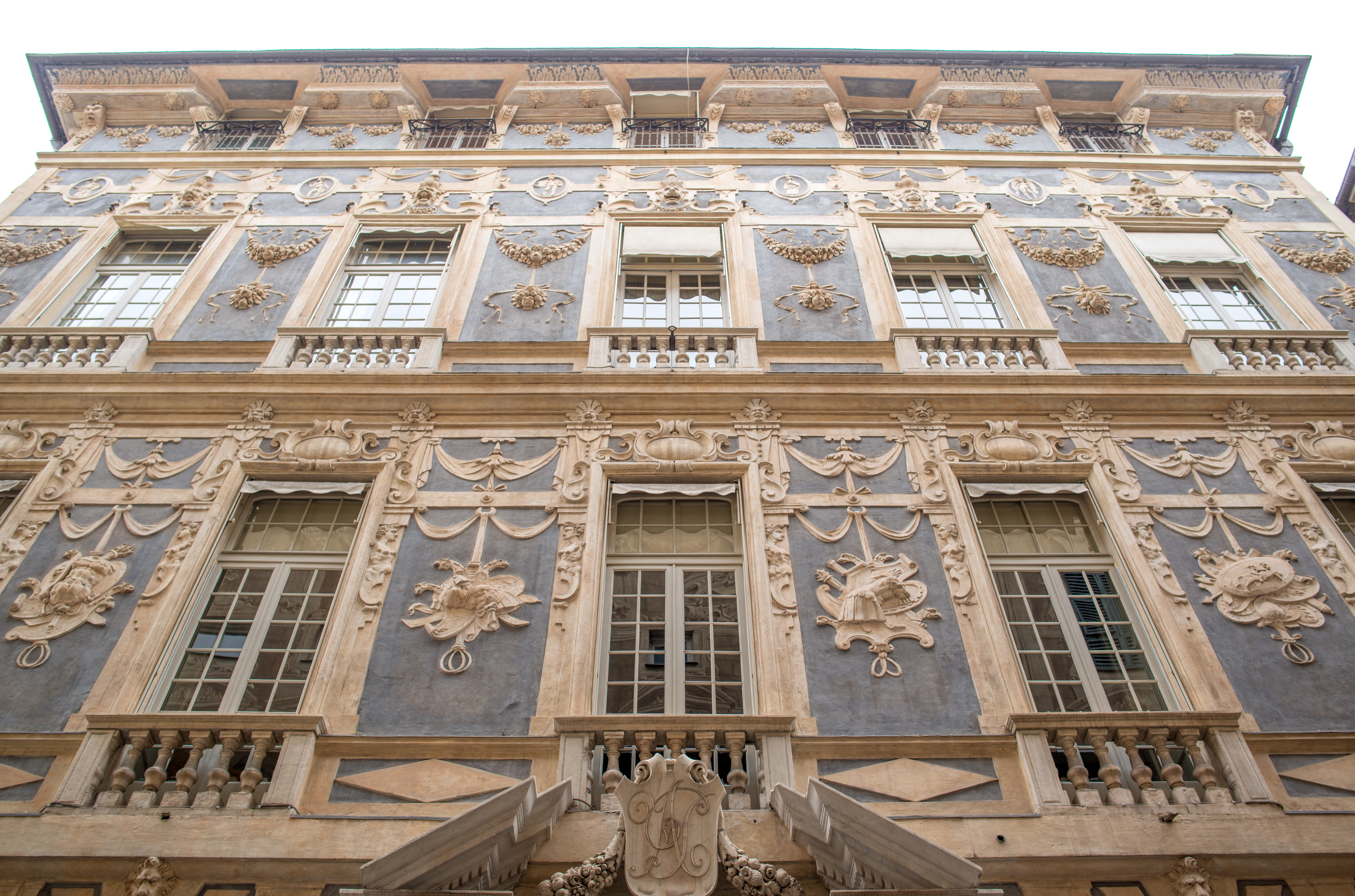
Palazzo Podestà (detto anche Palazzo Nicolosio Lomellini) in via Garibaldi

La famiglia Lomellini possedeva diversi palazzi nel centro di Genova, molti dei quali facevano parte dei Rolli degli alloggiamenti pubblici. I più importanti furono:
- Villa Rosa a Pegli, già Villa Lomellini nel Fossato, Viale Modugno, 18. L'edificio, situato nel centro di Pegli, è un'autentica Villa di delizia del XVII secolo circondata da un parco secolare di circa 15.000 metri quadrati appartenuta originariamente alla famiglia Lomellini. Venne acquistata nel 1940 circa dall'Industriale genovese Francesco Berta, il quale ne rimase proprietario fino al 1975, anno in cui la cedette al Comune di Genova.

- Palazzo Lomellini (oggi Grand Hotel Mediterranèe) a Pegli
- Palazzo Baldassarre Lomellini: fu voluto da Baldassarre Lomellini nel 1562. Si trova al civico 12 di Via Garibaldi e fa parte dei palazzi patrimonio Unesco. È conosciuto anche come Palazzo Campanella, dal nome dell'armatore che lo comprò nella prima metà del XX secolo.
- Palazzo Bartolomeo Lomellini: fatto costruire tra il 1566 e il 1570 da Bartolomeo Lomellini, si trova in largo Zecca 4 e fa parte dei palazzi patrimonio dell'Unesco.
- Palazzo Filippo Lomellini: primo proprietario del palazzo, che si trova in via Paolo Emilio Bensa 1 e che faceva parte dei Rolli di Genova, fu Filippo Lomellini nel 1572.
- Palazzo Giacomo Lomellini: situato in largo Zecca 2, fu fatto costruire dal doge Giacomo Lomellini intorno al 1620. Fa parte dei 42 palazzi dei Rolli tutelati come patrimonio dell'Unesco.
- Palazzo Lomellini-Dodero: fu proprietà del doge Giovanni Battista Lomellini e passò alla famiglia Di Negro alla fine del XVIII secolo. Si trova in via Lomellini 15 e faceva parte dei Rolli di Genova.
- Palazzo Lomellini-Doria Lamba: situato in via Cairoli 18, entrò a fare parte dei Rolli di Genova nel 1588 quando era proprietà di Stefano Lomellini. L'edificio fu ampliato nel 1776 e passò in seguito alla famiglia Doria Lamba. Fa parte dei palazzi tutelato come patrimonio dell'Unesco.
- Palazzo Lomellini-Serra: si trova in via Antonio Gramsci 3 e si deve ad alcuni membri della famiglia Lomellini il suo ampliamento nei primi anni del XVII secolo, con l'annessione della torre della Porta dei Vacca. Faceva parte del Rolli di Genova.
- Palazzo Nicolò Lomellini: si trova in piazza nella Nunziata 5 e fu voluto da Nicolò Lomellini intorno al 1567. Fu parzialmente ricostruito nel 1949 dall'armatore Achille Lauro, avendo subito ingenti danni durante la Seconda guerra mondiale. Faceva parte dei palazzi iscritti nei Rolli di Genova.
- Palazzo Podestà: conosciuto anche come Palazzo Nicolosio Lomellini, dal nome del nobile che ne volle la costruzione tra il 1559 e il 1565, si trova in Via Garibaldi 7 e fa parte dei palazzi patrimonio dell'Unesco. A partire dal XVII secolo subì diversi passaggi di proprietà e deve il suo nome al sindaco di Genova Andrea Podestà che lo acquistò nella seconda metà del XIX secolo.